# Dieter Jauch

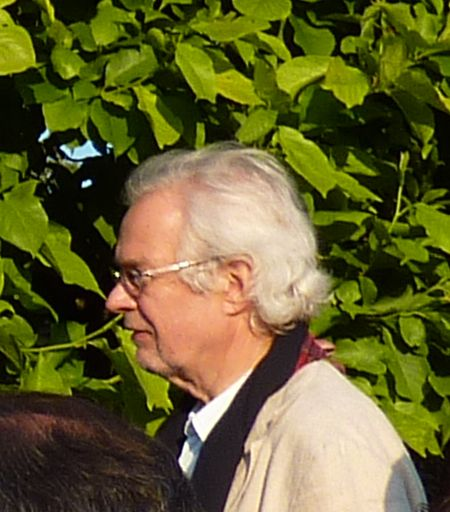
Dieter Jauch (2013)

Dieter Jauch (* 27. Juni 1947 in Schwenningen am Neckar; † 8. Mai 2025) war ein deutscher Zoologe und Direktor der Staatlichen Anlagen und Gärten Stuttgart, zu denen auch die Wilhelma gehört.

## Leben
Jauch studierte ab 1966 in Tübingen und Gießen Biologie und Rechtswissenschaften. 1979 wurde er im Fach Biologie an der Universität Tübingen promoviert. Ab 1980 war Jauch in den Diensten der Wilhelma, wo er zunächst als Wissenschaftlicher Mitarbeiter das Aquarium leitete. Von 1989 bis zu seinem Ruhestand 2013 war er Direktor der Staatlichen Anlagen und Gärten Stuttgart und somit auch der Wilhelma. In dieser Zeit entstanden unter anderem die von Wilbert Neugebauer geplante Anlage für Bären und Klettertiere, der Schaubauernhof, die Vogelfreifluganlage, das Amazonienhaus, das Insektarium mit der Schmetterlingshalle, die neue Wilhelmaschule und zuletzt die Anlage für afrikanische Menschenaffen (Gorillas und Bonobos). Außerdem wurden die Krokodilhalle umgebaut und das historische Maurische Landhaus restauriert.
Jauch lehrte ab 1991 an der Universität Stuttgart und war ab 1996 Honorarprofessor für Zoologie. Von 1988 bis 2000 und von 2003 bis 2009 war er Vertreter der deutschen Zoos beim Europäischen Zooverband EAZA. Von 1994 bis 2000 war er Vorsitzender der Europäischen Erhaltungszuchtprogramme (EEP). Außerdem war er von 1996 bis 2000 Präsident des Verbandes Deutscher Zoodirektoren. Er war Gründungsmitglied des Verbandes Botanischer Gärten und zwischen 1992 und 1998 Mitglied des Geschäftsführenden Vorstandes.

## Schriften (Auswahl)
- Goldfische und Kois in Aquarium und Gartenteich. München 1988 (1. Auflage), ISBN 3-7742-2607-5.
- Gill Lesions in Cichlid fishes after intoxication with the insecticide Fenthion. Basel 1979, EXPERIENTIA 35, 371.
- Physiologische Auswirkungen des Insektizides Lebaycid R (Organophosphat) auf Atmung und Kreislauf von Buntbarschen der Art Tilapia leucosticta (Trewavas 1933). Berlin 1981, Zeitschrift f. angew. Zoologie 68, 1.
- Histopathologische und hämatologische Untersuchungen an den Buntbarschen Herotilapia multispinosa (Günther 1898) und Tilapia leucosticta (Trewavas 1933) nach Intoxication mit dem Organophosphat Lebaycid R. Berlin 1981, Zeitschrift f. angew. Zoologie 68, 3.
- Vom Wildtier zum Haustier: Der Schaubauernhof der Wilhelma. Zool.Garten N.F. 72 (2002) 5, S. 288–302.
- Das neue Insektarium der Wilhelma (mit Isabel Koch). Stuttgart. Zool. Garten N.F. 73 (2003) 5, S. 266–283.
- Neue Freunde für die Grüne Hölle: Das Amazonienhaus der Wilhelma (mit Franziska Lô-Kockel). Stuttgart. Zool. Garten N.F. 74 (2004) 4–5, S. 264–280.
- Vorwort in: Jörg Kurz: Vom Affenwerner zur Wilhelma – Stuttgarts legendäre Tierschauen. Belser-Verlag, Stuttgart 2015, ISBN 978-3-7630-2701-9.

## Ehrungen
2003 wurde Jauch das Bundesverdienstkreuz am Bande der Bundesrepublik Deutschland verliehen.